# Gammelby (Sydslesvig)
 For alternative betydninger, se Gammelby. (Se også artikler, som begynder med Gammelby)
Gammelby er en landsby og kommune beliggende nordvest for Egernførde (Egernfjord by) i det sydlige Svansø i Sydslesvig. Administrativt hører kommunen under Rendsborg-Egernførde kreds i den nordtyske delstat Slesvig-Holsten. Kommunen samarbejder på administrativt plan med andre kommuner i omegnen i Slien-Østersø kommunefællesskab (Amt Schlei-Ostsee). I kirkelig henseende hører Gammelby under Borreby Sogn. Sognet lå i Risby Herred (senere Svans godsdistrikt), da området var dansk.

## Geografi
Kommunen omfatter ved siden af selve landsby Gammelby bebyggelserne Gammelsby, Birkesø (Birkensee), Egedal (Eichthal), Flintbjerg (Flintberg), Pukholt el. Pugholt (Puckholz) og Røgind (Rögen).
Byen er præget af landbrug og grusudvinding.

### Birkesø
Syd for landsbyen ligger den lille Birkesø (ty. Birkensee). Navnet er subst. birk eller i kollektivet gla. birki for birkebevoksning. Birkesøen danner sammen med bl. a. Bulsø og Snap Sø en kæde af søer ved foden af halvøen Svansø.

## Historie
Gammelby er første gang nævnt 1339 (Dipl. dan.). Gammelby er en af flere stednavne, som begynder med tillægsord gammel. Stednavnet blev ikke fortysket og kaldes også på tysk for Gammelby. Gammelby hørte fra 1617 under Sakstrup gods, senere under Røgind. Den politiske kommune blev dannet i 1876. I 1928 blev Røgind indlemmet. Byvåbnet viser stendyssen i Egedal samt tre plovskær.